# Broken Sword II: La profezia dei Maya
Broken Sword II: La profezia dei Maya (Broken Sword II: The Smoking Mirror) è il secondo capitolo dell'omonima serie videoludica, pubblicato il 31 ottobre 1997 per le piattaforme Microsoft Windows e il 14 novembre per la Sony PlayStation. La grafica è la stessa del precedente, ma con dei piccoli miglioramenti. Il gioco riscosse un ottimo successo, sia fra i critici che fra i giocatori.

## Trama
Le vicende si aprono con il rapimento di Nicole Collard, giovane (ex/quasi) fidanzata del protagonista George Stobbart, impegnata in un'inchiesta giornalistica circa il presunto arrivo di un'eclissi solare. George dovrà indagare, fino ad arrivare addirittura in Messico, scoprendo che la storia ruota attorno a un misterioso contrabbando di droga, che in qualche modo è legato a un'antica profezia, a tre pietre antiche e a una malvagia divinità maya, Tezcatlipoca, rinchiuso in uno specchio.

## Personaggi

### Personaggi principali
- George Stobbart: è un turista statunitense che ora vive a Parigi, biondo, indossa una giacca blu e dei blue jeans. Ha un carattere determinato e talvolta sarcastico. Dopo sei mesi di permanenza in America, George ritorna a Parigi, assistendo al rapimento della sua ragazza e si trova quindi a seguire una pista che lo condurrà ben oltre le cause del rapimento, alla scoperta dei misteri dei Maya. I suoi viaggi lo condurranno a Marsiglia, in Messico, in Amazzonia e nei Caraibi. Nella capitale francese rimane solo per poco tempo.

- Nicole Collard: giovane donna dai capelli neri, dallo sguardo sensuale e dai vestiti provocanti, Nicole Collard (detta Nico) è una fotoreporter parigina. Verrà rapita da due centroamericani e portata a Marsiglia, in un porto. George, dopo aver superato diversi ostacoli, riuscirà a liberarla. Nel gioco si prenderà possesso di Nico in alcune parti del gioco, come a Londra o nella piramide azteca di Tezcatlipoca.

#### Antagonisti principali
- Karzac: è uno spietato e cinico boss della droga, di etnia messicana. Non si fa scrupoli ad uccidere la moglie del Professor Oubier, a far saltare in aria una miniera uccidendo 30 minatori oppure fare strage in un villaggio, pur di arrivare ai propri sporchi fini. Vuole liberare Tezcatlipoca dallo "specchio fumante", e per fare questo ha bisogno del giorno giusto: un'eclissi solare, alla fine della "quinta era". Il motivo che lo spinge a liberare il dio è di pura follia: una notte aveva sognato di incontrare Tezcatlipoca e insieme discutevano sul destino dell'umanità e del mondo. Dopo averlo liberato viene subito da questo impalato, il cadavere si scioglie e lo scheletro di Karzac cade nelle profondità della piramide.

- Pablo: è il braccio violento di Karzac, il suo prediletto. È un iracondo centroamericano che partecipa al rapimento di Nico. Viene incontrato da George a Marsiglia, mentre Nico lo incontra al molo sul Tamigi. Muore quando Tezcatlipoca si libera: una nova infatti, lo disintegra.

#### Antagonisti secondari
- Generale Raoul Grasiento: figlio della dittatrice di Quaramonte. Rispetto alla madre è molto bonaccione e viene subito condizionato da Nico. Non riesce a capire il perché Tezcatlipoca dev'essere liberato, ed è proprio questa la cosa che lo metterà contro la madre e di conseguenza contro il capo del contrabbando di droga, Karzac.

- Madame "La Presidenta" Grasiento: dittatrice di Quaramonte. Proibisce di suonare la musica folk e si allea con Karzac, facendo saltare in aria una miniera, uccidendo 30 minatori. Muore al momento della liberazione di Tezcatlipoca, cadendo nelle profondità della piramide maya.

- Bronson: è un losco ingegnere che vuole trasformare il Museo Ketch in un Hotel a cinque stelle, all'insaputa di Frost e Mina. Viene smascherato da George e punito dalle due discendenti di Ketch.

### Personaggi secondari
- André Loubineau: esperto di storia. Rispetto al precedente capitolo, è molto più antipatico, riuscendo quasi a separare Nico da George ne sei mesi in cui lui era in America. Appare un paio di volte in tutto il gioco e non fa altro che criticare George. Ma una cosa giusta la dirà: Nico, prima di essere rapita stava indagando su un contrabbando di droga.

- Titipoco: un pigmeo che non parla l'inglese che si allea con il nemico involontariamente. Viene crudelmente manipolato. Partecipa al rapimento di Nico, ma in ogni caso non si rifiuta di aiutare George e Nico in diverse situazioni finali.

- Conchita Garcìa: capo dell'azione mineraria di Quaramonte. Chiama George "chico" mentre Nico "chica". Odia profondamente il Generale Grasiento e "La Presidenta".

- Professor Oubier: è nella sua villa che avviene il rapimento di Nico. Invischiato nel traffico di droga, la moglie, importante attrice, venne uccisa da Karzac. George lo incontra per la prima volta a Quaramonte, mentre Nico nel British Museum, dove il professore di storia ruba la Pietra del Giaguaro. Al molo sul Tamigi, viene ucciso da Karzac.

- Duane e Pearl Henderson: due vecchi amici di George, incontrati nel precedente capitolo, in Siria. In vacanza in Messico.

- Rio: è un ragazzino che George incontra alla Baia di Ketch. Molto odiato da Frost e Mina, due discendenti del capitano Ketch, un pirata che rubò la Pietra dell'Aquila ai Maya. Accompagnerà George all'Isola degli Zombie.

- Frost e Mina: sono due vecchie zitelle acide bis-bis-bis-bis-bisnipoti del ricco Pirata Ketch, vissuto nel 1500. Il carattere di Frost (come suggerisce il nome) è molto freddo e diffidente, mentre Mina è definita una "mezza pazza".

- Emily: è la nipote di Frost e Mina, quindi bis-bis-bis-bis-bis-bisnipote del Capitano Ketch. È molto scorbutica. Alcuni indizi disseminati nel gioco sembrano alludere fortemente alla sua natura metafisica. Si tratterebbe infatti, secondo quanto sostenuto da numerosi appassionati, di uno spirito condannato, in seguito alla sua morte, alla reclusione eterna nella stanza del museo Ketch. Questa teoria viene avvalorata da alcune linee di dialogo, ad esempio quando Emily stessa afferma di non poter mai crescere e di essere impossibilitata ad uscire da quel luogo per ragioni imprecisate. Inoltre il pescatore Rio racconta a George Stobbart di un pomeriggio in cui stava giocando a nascondino con Emily e quest'ultima sparì letteralmente per giorni e giorni, per poi venire ritrovata all'interno della cassapanca di Ketch (che poteva essere aperta solo dall'esterno). Questo spiegherebbe tanto il risentimento delle due anziane sorelle nei confronti di Rio quanto il loro sbigottimento nell'udire da George che quest'ultimo avrebbe visto il pescatore ed Emily giocare insieme. È presente inoltre una curiosa animazione "evanescente" (da sempre considerata un glitch da gran parte dei giocatori) del personaggio di Emily la quale, di spalle nel momento in cui George posiziona la mappa sulla superficie in legno, non compie un giro di 180 gradi su se stessa per voltarsi dalla parte opposta, ma si dissolve lentamente per poi manifestarsi direttamente con il corpo rivolto nell'altra direzione, come se nel mezzo del processo mancassero alcuni frame di animazione. Recentemente uno degli sviluppatori della Revolution, Tony Warriner, ha confermato ufficialmente la teoria nel suo blog personale.
- Miguel: rivoluzionario di Quaramonte. Arrestato e condannato a morte dal Generale Graisiento.
- Hector Laine: critico d'arte, si incontra solo nella galleria Glease.

### Personaggi minori
- Il gendarme: apparso anche nel precedente capitolo, il gendarme ora non lavora più in polizia, e pare sia molto più resistente al vino che si scola.

- Ispettore Moue: nel precedente capitolo era sergente ed era creduto morto. Dopo aver avuto una promozione, ingaggia Nico per smascherare i piani di Karzac.

## Luoghi
Parigi 
Villa di Oubier
Maestosa villa dove avviene il rapimento di Nico. Qui George dovrà vedersela con un ragno velenoso e con un incendio. Inoltre è qui che Stobbart prende il ritaglio di giornale che parla di un'imminente eclissi solare.
Café de Montfauçon
È qui che avviene il primo incontro nel gioco con quel fantoccio di Loubineau, che lo indirizza alla galleria Glease.
Galleria Glease
Di proprietà di un inglese, è qui che Stobbart riceve un indizio per Marsiglia.
 Marsiglia 
Porto
Il porto è il posto in cui hanno imprigionato Nico. George Dovrà affrontare diversi ostacoli per salvarla. L'entrata del porto è sorvegliata da un guardiano con problemi di flatulenza e da un cane feroce, Venti.
Magazzini della Condor Transglobal
È qui che Stobbart avrà a che fare la seconda volta con Pablo. Conoscerà qui Titipoco ed è qui che George salverà Nico e scoprirà l'indizio decisivo che lo porterà a Quaramonte City, nel Messico.
 Quaramonte City 
Mercato
George e Nico, appena arrivati a Quaramonte, si troveranno nel bel mezzo di un mercatino.
Azione mineraria
È diretta da Conchita Garcìa, e il suo vice è alquanto eccentrico: non porta i pantaloni. Sono presenti inoltre altre persone e impiegati.
Centrale di polizia
All'interno della centrale sono presenti solo il Generale Grasiento e il suo vice, Ronaldo. Nelle carceri invece è presente un solo uomo: Miguel, un rivoluzionario.
Piramide Maya
Come afferma il Generale Grasiento, la piramide è la fonte di turismo più elevata di Quaramonte. È molto alta, soprattutto è presente il Tavolo di pietra dove gli antichi fornivano i sacrifici umani a Tezcatlipoca. Nel cuore della piramide è situato lo "specchio fumante".
 Amazzonia 
Casa sull'albero
La casa è in possesso di Padre Hubert. Inizialmente Stobbart si dirige qui sentendo i rumori dell'organo del prete. Con un ingegnoso diversivo riesce ad attirare l'attenzione di Padre Hubert. Questo gli spiega che in casa ha una ragazza moribonda: questa altri non è che Nico, che è stata morsa da un serpente acquatico.
Il prete spiega che l'unico modo per salvarla è di prendere una radice nel villaggio poco lontano.
Villaggio
Qui George apprende dallo sciamano che lui è il prescelto che fermerà Tezcatlipoca, di cui racconta a storia: Quetzalcoatl regnava in modo prospero sui maya, ma un giorno arrivò Tezcatlipoca, che spogliò dei suoi poteri Quetzalcoatl e instaurò un dominio di terrore, costringendo i maya a fare dei sacrifici umani. Ma un giorno loro si ribellarono e rinchiusero Tezcatlipoca nel cosiddetto "specchio fumante", che si sarebbe potuto aprire solo alla fine della quinta era, con uno specifico rituale. È qui inoltre, che Stobbart prende possesso della radice che salverà la vita a Nico. Il villaggio e la sua gente verranno distrutti e uccisi da Karzac
 Caraibi 
Baia di Ketch
La Baia di Ketch è una splendida isola dei Caraibi che fu scoperta dal Pirata Ketch. Questo fu una volta il primo ufficiale di Jim Hawkins, poi si ammutinò, ritirandosi su quest'isola paradisiaca. Un giorno però, il Governatore dei Caraibi invidioso delle ricchezze del pirata, lo accusò di alto tradimento, Ketch nascose quindi il suo tesoro sull'Isola degli Zombie, che secondo voci popolari era maledetta. In seguito però, il governatore lo fece impiccare. Il suo corpo invece, fu nascosto sull'Isola degli Zombie dai suoi figli.
Sull'isola è presente un museo, dove George trova un indizio che lo indirizza all'Isola degli Zombie.
Isola degli Zombie
L'isola secondo alcune superstizioni, era abitata in tempi remoti da alcuni zombie. È qui che il pirata Ketch nascose il suo tesoro. Stobbart sarà sottoposto a diverse avventure sull'isola: avrà a che fare con la foresta labirintica, con le scimmie, con un cinghiale e una volta arrivato sulla Collina Gobba del Cammello, riuscirà a scoprire qual è il posto in cui il tesoro e il cadavere di Ketch furono nascosti: una grotta su un gigantesco scoglio. Poco prima di arrivare al giacimento, George dovrà vedersela con un regista e la sua troupe, che ha affittato l'isola per un film. Superato l'ostacolo e raggiunto il giaciglio, come previsto, al suo interno trova lo scheletro di Ketch e il tesoro, tra cui la Pietra dell'Aquila.
 Londra 
British Museum
Qui Nico incontra una guardia che gli spiega molti dettagli su Sir Francis Drake El Draco, un corsaro, nobile e politico inglese. Questo infatti, si impossessò di due reliquie maya: lo "specchio traslucido", donato poi a John Dee, e di conseguenza al Museo, e la Pietra del Giaguaro. Qui Nico incontra il professor Oubier, che ruba la Pietra del Giaguaro. Nico riuscirà però ad inseguirlo, trovandosi però nella metropolitana abbandonata del museo. Riuscirà comunque a prendere il treno facendolo fermare, raggiungendo così il molo
Molo
Qui Nico, dopo essersi sbarazzata della guardia, assiste all'omicidio di Oubier da parte di Karzac. Riuscirà comunque a prendere dal cadavere del defunto Professore la Pietra del Giaguaro, ma verrà quasi strangolata dal boss della droga, che la sorprende alle spalle. La fotoreporter riuscirà comunque a cavarsela, ferendo ad una gamba Karzac e fuggendo con la pietra.

## Broken Sword II: La profezia dei Maya – Rimasterizzato
Nel dicembre 2010 Revolution Software, proseguendo la tradizione inaugurata l'anno precedente con Broken Sword: Il segreto dei templari – The Director's Cut e Beneath a Steel Sky: Remastered, ha pubblicato una nuova versione del gioco, intitolata Broken Sword II: La profezia dei Maya – Rimasterizzato. Il titolo è stato distribuito unicamente in via digitale per iOS, Android, Microsoft Windows e Mac OS.
Il gioco è identico alla versione originale sia dal punto di vista narrativo che da quello delle modalità di gioco, ma presenta alcune caratteristiche inedite: la grafica è stata migliorata, con l'introduzione di alcune tavole realizzate appositamente dal fumettista Dave Gibbons, che ha realizzato anche un fumetto allegato digitalmente al gioco; è stato introdotto un sistema di suggerimenti progressivi; il gioco è interfacciabile con Dropbox, in modo da poter giocare un'unica partita su diverse piattaforme.
La nuova versione del gioco ha ricevuto un'accoglienza positiva da parte della critica, soprattutto quella focalizzata sui dispositivi portatili. Il titolo ha raggiunto il punteggio di 84% su Metacritic.